# Ethan Allen (barco)
El Ethan Allen fue un barco de recreo de 12 metros con cubierta de vidrio operado por Shoreline Cruises en el lago George en el norte del estado de Nueva York. El 2 de octubre de 2005, a las 2:55 pm hora local, con 47 pasajeros, en su mayoría personas mayores, a bordo, el Ethan Allen volcó y se hundió justo al sur de Cramer Point en la ciudad de Lake George. Veinte pasajeros murieron, lo que provocó que los reguladores gubernamentales consideraran nuevas leyes sobre la capacidad de los barcos de pasajeros.

## Hundimiento
El barco transportaba a un grupo de turistas, los Trenton Travelers, con base en Trenton, Michigan. El grupo incluía a personas mayores de Michigan y Ohio. Estaban en un recorrido de una hora por el follaje otoñal del lago. Cuando el barco volcó, arrojó al agua a unos 47 pasajeros y tripulantes, incluido el capitán. El barco se hundió en el agua a unos 70 pies (21 m) de profundidad, y los testigos dijeron a los funcionarios que los pasajeros no llevaban chalecos salvavidas. Hubo múltiples intentos de salvar a las personas en el barco con personas que pasaban en los barcos, o que habían nadado desde la orilla, arrojándoles chalecos salvavidas o sacándolos del agua.
Los pasajeros y la tripulación heridos fueron enviados al Hospital Glens Falls en ambulancias desde Lake George y las ciudades cercanas de Hague, Warrensburg y Moreau. El Servicio Médico de Emergencias (EMS) de North Warren, que incluye las ciudades de Horicon y Chester, colaboró en el esfuerzo. Los equipos de rescate acuático, parte del Departamento de Bomberos Voluntarios (VFD) de Horicon, la Compañía de Bomberos Voluntarios de North Queensbury y el VFD de Lake George también fueron llamados a la escena. Los funcionarios del condado de Warren instalaron una morgue improvisada en el césped junto al lago, mientras los lugareños ayudaban a los sobrevivientes.

## Informe de la NTSB
El 25 de julio de 2006, la Junta Nacional de Seguridad del Transporte (NTSB en inglés) publicó el informe final sobre el hundimiento del barco Ethan Allen. En él se establecía que el Ethan Allen había volcado como resultado de una estabilidad insuficiente. La Guardia Costera de los Estados Unidos fue responsable de la certificación original del buque, entonces llamado Double Dolphin. Inicialmente, estaba certificado por la USCG para 48 pasajeros y dos tripulantes.
Cuando el propietario del Double Dolphin equipó el barco con una elaborada estructura de tubos y una capota de lona, el centro de gravedad se elevó y, lo que es más importante, el área lateral proyectada aumentó enormemente. No hay constancia de que se hayan realizado nuevas pruebas ni de conformidad con la Prueba de estabilidad simplificada (SST) ni con el Subcapítulo S bajo la supervisión de la Guardia Costera después de que se llevaron a cabo esas modificaciones.
A mediados de la década de 1970, el barco, junto con otros dos barcos gemelos, fue vendido a Shoreline Cruises en Lake George. En ese momento, los certificados de la Guardia Costera de los EE. UU. todavía estaban vigentes y eran válidos. Los reguladores de embarcaciones del estado de Nueva York recibieron esos certificados y, basándose en que la Guardia Costera de los EE. UU. declaró oficialmente (incorrectamente) que el barco tenía suficiente estabilidad de reserva para transportar de manera segura a 48 pasajeros y 2 tripulantes, los reguladores de Nueva York le dieron al barco la misma calificación. En 1989, cuando el propietario instaló una capota rígida (de madera y fibra de vidrio) para reemplazar la estructura de tuberías del dosel, se determinó que su menor altura compensaba con creces su peso ligeramente mayor. El estado de Nueva York no tenía ningún método establecido para evaluar la estabilidad del barco y el barco no recibió más pruebas ni supervisión con respecto a la estabilidad.
La NTSB realizó pruebas de estabilidad de un buque gemelo, tanto del SST como del subcapítulo S, y descubrió que no tenía capacidad para 47 personas. De hecho, 14 personas con el peso oficial de 140 libras por persona era lo máximo que el Ethan Allen podría haber certificado.
Según la NTSB, el vuelco se produjo debido a una serie de acontecimientos. El peso total de los 47 pasajeros a bordo era muy superior al peso seguro de los pasajeros según las leyes vigentes en Estados Unidos. El piloto realizó un viraje brusco hacia la derecha a gran velocidad. La disposición de los asientos colocó a tres personas en el lado de babor frente a dos en el lado de estribor , lo que provocó una inclinación permanente de dos grados hacia babor y los asientos tipo banco no tenían forma de detener el deslizamiento involuntario, por lo que la fuerza centrífuga del viraje brusco provocó un movimiento involuntario de los pasajeros hacia babor. Ese movimiento aumentó la inclinación hacia babor y la mayor inclinación provocó un mayor deslizamiento. En cuestión de segundos, el centro de gravedad ya no estaba sobre el casco y el barco volcó.